# Józef Łakomiak
Józef Łakomiak (ur. 19 stycznia 1920 w Börnig, zm. 7 lipca 1977 w Sopocie) – malarz, grafik, rysownik, pedagog.

## Życiorys
W latach 1935–1939 uczęszczał do Pomorskiej Szkoły Sztuk Pięknych w Gdyni prowadzonej przez Wacława Szczeblewskiego. W 1939 r. zdał do Akademii Sztuk Pięknych w Krakowie, wybuch wojny uniemożliwił mu jednak rozpoczęcie nauki. Okres okupacji spędził w Gdyni, pracując jako pomocnik malarza rzemieślnika. W jego mieszkaniu odbywały się konspiracyjne spotkania młodych malarzy artystów. W latach 1945–1949 studiował malarstwo w PWSSP w Gdańsku z siedzibą w Sopocie. Uczęszczał m.in. do pracowni prof. Artura Nachta-Samborskiego i prof. Janusza Strzałeckiego. Dyplom uzyskał w 1952 r. w pracowni prof. Juliusza Studnickiego. W 1949 r. jeszcze jako student rozpoczął pracę w PWSSP na stanowisku młodszego asystenta na Wydziale Malarstwa i Projektowania Dekoracyjnego. W latach 1951–1955 i 1958 r. prowadził Pracownię rysunku wieczornego na Wydziale Malarstwa, początkowo jako asystent, a od 1952 r. adiunkt. W latach 1963–1969 był nauczycielem przedmiotu, a w latach 1970–1973 wykładowcą w Katedrze Grafiki kierowanej przez prof. Zygmunta Karolaka. Od 1976 r. zajmował stanowisko starszego wykładowcy w Studium Pedagogicznym. W 1956 r. odbył wyjazd artystyczny do Paryża. Należał do ZPAP.

## Wystawy[1]

### Wystawy indywidualne
- 1959 – Wystawa pejzaży, Klub Artystów Wybrzeża, Sopot
- 1961 – Wystawa malarstwa, BWA, Sopot
- 1967 – Wystawa malarstwa, BWA, Sopot
- 1967 – Pokaz malarstwa, Klub Oficerski, Gdynia-Oksywie
- 1968 – Wystawa malarstwa, Gdańsk
- 1977 – Wystawa malarstwa, BWA, Sopot
- 1979-1980 Wystawa retrospektywna, Muzeum Narodowe w Gdańsku

### Wystawy zbiorowe
- 1950 – Między uczelniana wystawa „Młodzież w walce o pokój”, Warszawa – II nagroda
- 1951 – II Ogólnopolska Wystawa Plastyki, Warszawa
- 1952 – III Ogólnopolska Wystawa Plastyki, Warszawa
- 1953 – Wystawa X-lecie Ludowego Wojska Polskiego, Warszawa
- 1953 – Ogólnopolska Wystawa Zimowa, Radom
- 1954 – IV Ogólnopolska Wystawa Plastyki, Warszawa
- 1957 – I Ogólnopolska Wystawa Młodego Malarstwa, Rzeźby i Grafiki w ramach X Festiwalu Sztuk Plastycznych, Sopot
- 1959 –II Ogólnopolska Wystawa Młodego Malarstwa, Rzeźby i Grafiki w ramach X Festiwalu Sztuk Plastycznych, Sopot
- 1961 – „Polskie dzieło plastyczne w XV-lecie PRL”, Warszawa
- 1962 – I Festiwal Polskiego Malarstwa Współczesnego, Szczecin
- 1962 – XV Festiwal Sztuk Plastycznych, Sopot
- 1963 – XVI Festiwal Sztuk Plastycznych, Sopot
- 1964 – „XX lat PRL w Twórczości Plastycznej”, BWA, Sopot ; Zachęta, Warszawa
- 1964 – II Festiwal Polskiego Malarstwa Współczesnego, Szczecin
- 1964 – V Ogólnopolska Wystawa Marynistyczna, Warszawa
- 1966 – III Festiwal Polskiego Malarstwa Współczesnego, Szczecin
- 1969 – XXV lat PRL „Człowiek i praca w Polsce Ludowej, Warszawa
- 1968 – Kalmar (Szwecja)
- 1971 – Ogólnopolska Wystawa „Bielska Jesień”, Bielsko-Biała
- 1972 – 25 lat Malarstwa Wybrzeża Gdańskiego, Sopot
- 1973 – Wystawa malarstwa Okręgu Gdańskiego, ZPAP, Bydgoszcz
- 1974 – „Plastycy towarzyszą budowie Portu Północnego”, Gdańsk
- 1974 – „Port Północny w sztuce”, Pałac Opatów w Oliwie, Muzeum Narodowe, Gdańsk
- 1977 – Wystawa Marynistyczna, Gdynia
- 1977 – Wystawa poplenerowa: Sopockie lato 77”, Sopot
- 1978 – „60 lat malarstwa gdyńskiego”, Gdynia

Poza tym brał udział we wszystkich wystawach okręgowych i wielu okolicznościowych. Wystawiał też za granicą, między innymi w Kalmar 1968 r.

### Projekty i realizacje
- 1947 – projekt i wykonanie dekoracji oraz ulotki zjazdu Delegacji Polaków spod znaku Rodła w Berlinie (22 V 1947)
- 50. XX w. – dekoracje fasady kamienicy przy Długim Targu 20, wspólnie z Mieczysławem Baryłką według projektu Kazimierza Ostrowskiego

### Prace w zbiorach
- Muzeum Wojska Polskiego w Warszawie,
- Muzeum Narodowego W Gdańsku,
- Muzeum Okręgowe im. Leona Wyczółkowskiego w Bydgoszczy
- Gdańskiego Towarzystwa Przyjaciół Sztuki,
- Biura Wystaw Artystycznych w Sopocie
- Urzędu Wojewódzkiego w Gdańsku,
- Ministerstwa Kultury i Dziedzictwa Narodowego,
- w instytucjach państwowych i w zbiorach prywatnych w kraju i za granicą.

## Nagrody i odznaczenia
- 1952 – Nagroda artystyczna wojewody gdańskiego
- 1954 – Srebrny Krzyż Zasługi

## Spis prac[1][2]

### Malarstwo
1. Pejzaż z Orłowa, 1939 – olej tektura 40x49
2. Babcia, 1939 – olej tektura 64x50
3. Martwa Natura z białym dzbanuszkiem, 1943 – olej tektura 40x32 (wł. K. Ostrowski)
4. Portret Haliny,1943 – tempera tektura 34x26 (wł. K. Ostrowski)
5. Portret brata,1943 – olej tektura 40x32
6. Nowy Targ,1946 – olej tektura 31x41
7. Prom na Wiśle, 1954 – olej płótno 75x100 (wł. Melania Foltyńska)
8. Portret żony, 1955 – olej płótno 70x100
9. Pejzaż,1956 – olej płótno 73x92 (wł. Muzeum Narodowe w Gdańsku)
10. Katedra Notre-Dame, 1956 – olej płótno 50x68 (wł. Marian Grzeszczak)
11. Most w Paryżu, 1956 – olej płótno 50x68
12. Ulica paryska, 1956 – olej płótno 50x68
13. Martwa natura, 1956 – olej płótno 50x60
14. Lustro, 1959 – olej płótno 65x54
15. Otwarte okno, 1959 – olej płótno 83x71
16. Przed lustrem, 1959 – olej płótno 99x66
17. Akt leżący, 1959 – olej płótno 65x92
18. Pod prysznicem, 1959 – olej płótno 72x94
19. Akt z wazonem,1959 – olej płótno 54x49
20. Akt w pracowni, 1960 – olej płótno 54x49
21. Portret dziewczyny, 1960 – olej płótno 55x45
22. Portret kobiety, 1960 – olej płótno 79x60
23. Pejzaż, 1961 – olej płótno 74x64
24. Portret kobiety, 1961 – olej płótno 90x60
25. Piwonie, 1961 – olej płótno 100x70
26. Akt,1961 – olej płótno 99x79
27. Odpoczynek, 1961 – olej płótno 100x80
28. Dziewczyna z wazonem, 1961 – olej płótno 100x80
29. Wnętrze pokoju, 1961 – olej płótno 100x79
30. Kompozycja I,1962 – olej płótno 62x50
31. Kompozycja II, 1962 – olej płótno 63x87
32. Pod światło, 1962 – olej płótno 70x100
33. Kompozycja III, 1962 – olej płótno 93x72
34. Pejzaż, 1962 – olej płótno 85x115
35. Kompozycja IV, 1962 – olej płótno 86x71
36. Akty,1963 – olej płótno 78x106
37. Wnętrze, 1963 – olej płótno 80x100
38. Martwa natura, 1963 – olej płótno 80x100 (wł. Muzeum Narodowe w Gdańsku)
39. Port, 1963 – olej płótno 85x125
40. Ujście rzeki, 1964 – olej płótno 80x100
41. Powódź, 1966 – olej płótno 155x130
42. Impresja stoczniowa – olej płótno 131x171
43. Studium portretowe, 1967 – olej płótno 86x60
44. Akt, 1967 – olej płótno 62,2x53,2 (wł. Muzeum Narodowe w Gdańsku)
45. Odpoczynek w ogrodzie, 1967 – olej płótno 80x65
46. Pracownia malarza, 1967 – olej płótno 130x105
47. Pejzaż wiejski, 1967 – olej płótno 115x131
48. Don Kichot, 1967 – olej płótno 74x95 (wł. Hieronim Łakomiak)
49. Jelenie na rykowisku, 1967 – olej płótno 90x130 (wł. Melania Foltyńska)
50. W pracowni malarza, 1968 – olej płótno 106x130 (wł. Anna Wawrzyniak)
51. Kąpiące się, 1968 – olej płótno 105x129,5
52. Kąpiące się, 1969 – olej płótno 80x65
53. Modelka, 1070 – olej płótno 85x115,5
54. Portret kobiety, 1970 – olej płótno 55x45
55. W pracowni malarza, 1970 – olej płótno 99,7x69,5 (wł. Muzeum Narodowe w Gdańsku)
56. Karciarze, 1970 – olej płótno 72x92
57. Szachiści, 1970 – olej płótno 72x93
58. Gejsze I, 1970 – olej płótno 142x142
59. Martwa natura, 1970 – olej płótno 48x59
60. Portret człowieka zmęczonego, 1971 – olej płótno 138x92 (wł. J. Popławski)
61. Ci, co na morzu, 1971 – olej płótno 100x150
62. Spokojne morze z żaglówkami,1972 – olej płótno 85x125 (wł. I. Brutel)
63. Gorący moment, 1972 – olej płótno 70x100 (wł. I. Brutel)
64. Martwa natura pędzlami, 1972 – olej płótno 60x72
65. Otwarte okno, 1973 – olej płótno 105x130
66. Akt orientalny, 1973 – olej płótno 130x105
67. W knajpce, 1094 – olej płótno 100x80
68. Budowa portu Północnego, 1974 – olej płótno 110x138 (wł. Gd. Tow. Przyjaciół Sztuki)
69. Otwarte okno II, 1975 – olej płótno 120x85
70. Stogi, 1975 – olej płótno 65x115
71. Kwiaty i owoce, 1975 – olej płótno 65x87
72. Gejsze II, 1975 – olej płótno 130x155
73. Akt leżący, 1975 – olej płótno 80x115
74. Kąpiące się I, 1975 – olej płótno 88x120
75. Kąpiące się II, 1975 – olej płótno 100x135
76. Akt młodej dziewczyny, 1975 – olej płótno 91x72
77. Pejzaż gdański, 1975 – olej płótno 105x125
78. Stocznia,1976 – olej płótno 147x200
79. Wzburzone morze, 1976 – olej płótno 67x126
80. Spokojne morze, 1976 – olej płótno 75x130
81. Kąpiące się IV, 1976 – olej płótno 130x180 (wł. Biuro Wystaw Artystycznych w Sopocie)
82. W pracowni malarza,1976 – olej płótno (wł. Biuro Wystaw Artystycznych w Sopocie)
83. Kompozycja, 1976 – olej płótno 100x151
84. Orkiestra symfoniczna, 1976 – olej płótno 100x134 (wł. L. Wolniak)
85. Weranda,1976 – olej płótno 128x90
86. Dama z biżuterią, 1977 – olej płótno 78x54
87. Widok z pracowni, 1977 – olej płótno 88x81
88. Pejzaż wiejski, 1977 – olej płótno 87x66 (wł. Teofil Czarnowski)
89. Autoportret, 1977 – olej płótno 60x49
90. Martwa natura – olej płótno (wł. Pomorski Urząd Wojewódzki w Gdańsku)

### Szkice malarskie
1. Kompozycja, 1959 – olej płótno 21x33,5
2. Akt siedzący, 1959 – olej tektura 33x24
3. Delikatesy w Sopocie,1959 – olej tektura 24x30,5
4. Żaglówki,1959 – olej tektura 17x26
5. Wnętrze pokoju, 1959 – olej tektura 26x21
6. Dziewczyna siedząca, 1959 – olej tempera tektura 30,2x21,5
7. Kąpiące się, 1960 – olej bristol 15x19
8. Kąpiące się, 1960 – olej bristol 20x23
9. Stocznia, 1961 – olej bristol 22,5x27,5
10. Port,1961 – olej bristol 25x35
11. Akt męski,1967 – gwasz 31x28,5
12. Kąpiące się, 1968 – gwasz 31x28,5
13. Pejzaż, 1968 – tempera 16x24,5
14. Akt w ogrodzie, 1969 – tempera 19,5x19,5
15. Martwa natura,1970 – gwasz 22x30,5
16. Rybacy, 1970 – gwasz 18x25,2
17. Autoportret, 1970 – tempera papier 41x29
18. Twarz zmęczonego, 1970 – tempera papier 24x16
19. Pejzaż wsi, 1971 – olej bristol 19x29
20. Gorący moment, 1972 – tempera papier 16x24,5
21. Akt leżący,1973 – tempera papier 23,5x30
22. Modelka w czerwieni, 1973 – gwasz 32,3x26
23. Port północny, 1973 – tempera bristol 40x50
24. Pejzaż z Sopotu,1974 – tempera bristol 21x36
25. Kąpiące się, 1974 – tempera papier 29x48
26. Stogi, 1975 – gwasz 28x40
27. Weranda, 1975 – tempera 40,8x28,6
28. Stocznia,1976 – tempera 24x41
29. Orkiestra symfoniczna,1976 – tempera papier 23x29
30. Plaża, 1976 – gwasz 19,3x33,6

### Rysunki
1. Studium rysunkowe, 1952 – ołówek papier 60,5x46
2. Akt leżący, 1969 – węgiel papier 63x91
3. Akt leżący, 1979 – węgiel papier 63x91,5
4. Akt siedzący,1976 – flamaster papier 69,5x50
5. Szkic pejzażu, 1976 – flamaster papier 48,5x6,25
6. Akt w kapeluszu, 1976 – flamaster papier 64,5x48
7. Akty stojące, 1976 – flamaster papier 62,5x48,5
8. Akty, 1976 – flamaster papier 64,5x50
9. Akty nad wodą, 1976 – flamaster papier 44,5x50
10. Akty – flamaster papier 64x56
11. Akt siedzący 1976 – flamaster papier 64x47,5

### Grafika
1. Akty, 25,5x32
2. W pracowni, 23,5x30
3. Port, 23,5x30
4. Kompozycja, 20x25